# Zoë van Rome

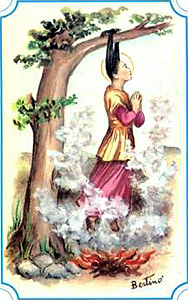
De marteldood van Zoë van Rome

Zoë van Rome (gestorven omstreeks 286) is een heilige in de Rooms-Katholieke en de Oosters-Orthodoxe Kerk.
De geschiedenis van Zoë is onder meer afkomstig uit de Legenda aurea, een 13e-eeuwse verzameling heiligenlevens die deels weer op oudere geschriften is gebaseerd.
Het betrof een adellijke Romeinse vrouw die getrouwd was met ene Nicostratus, een gevangenbewaarder, verbonden aan het gerechtshof. Ze zou zes jaar lang niet hebben kunnen spreken, en van de stomheid genezen zijn door Sint-Sebastiaan. Allen die dit zagen bekeerden zich tot het christendom, inclusief Zoë en Nicostratus. Sebastiaan vertelde dat men Christus boven de keizer moest dienen. Nicostratus bevrijdde daarop de gevangenen en zij kwamen en lieten zich door Sebastiaan bekeren. Zoë had een bijzondere devotie voor Sint-Petrus.
Onder keizer Diocletianus zouden Christenvervolgingen zijn ingesteld, maar Zoë en Nicostratus bleven in het steeds onveiliger Rome, en stichtten daar een christengemeenschap. Naar verluidt werd Zoë, terwijl ze bij het graf van Sint-Petrus aan het bidden was, gearresteerd. Ook Sebastiaan werd toen gevangengenomen. Beiden zijn vervolgens ter dood gebracht. Dit zou bij Zoë plaats hebben gevonden door haar aan haar haren aan een boomtak op te hangen en vervolgens een vuur onder haar te stoken. Aldus wordt ze vereerd als martelares.
Haar feestdag is 5 juli in de Rooms-Katholieke, en 18 december in de Oosters-Orthodoxe Kerk. Haar lichaam bevindt zich in de Santa Prassede-basiliek te Rome.